# 寿圣寺双塔
寿圣寺双塔为位于河南省郑州市中牟县黄店镇冉家村的两座古塔。双塔的始建年代已无考，但根据塔的建筑风格和结构，应为北宋晚期建筑。寿圣寺双塔于1986年被列为第二批河南省文物保护单位，2013年被列为第七批全国重点文物保护单位。

## 建筑
寿圣寺早已被毁，现仅存双塔。双塔东西对峙，相距20米，均为楼阁式砖塔，空心，平面呈六角形，东塔现存4层，高18米，塔身东面辟有门，底层有图案纹饰，每面均雕一排坐佛。西塔现存7层，高30米，用小砖垒砌而成，每层檐下均置砖雕斗拱，底层周围和塔道内壁有百余尊砖雕坐佛。每层设有券门，门外雕有浮雕兽头。塔内有塔心室，并设有螺旋式木梯，可盘旋登至塔顶。双塔均无塔顶，相传因修建中断而未能竣工。